# 二東山
二東山（英語：Yi Tung Shan），原名二楝山，是香港一座海拔752米的山峰，位於新界大嶼山東部，大東山西側。鳳凰徑第二段途經山峰的北部。二東山是香港第八高的山峰。

## 鄰近的山峰
- 大東山
- 蓮花山 (大嶼山)